# Anthurium crassinervium
Anthurium crassinervium là một loài thực vật có hoa trong họ Ráy (Araceae). Loài này được (Jacq.) Schott miêu tả khoa học đầu tiên năm 1832.